# Parc provincial du Lac La Ronge
Le parc provincial du Lac La Ronge (anglais : Lac La Ronge Provincial Park) est un parc provincial de la Saskatchewan (Canada). Il comprend le lac la Ronge et s'étend au nord-est de celui-ci jusqu'à la rivière Churchill.